# 砂婆礑第一水力發電所
砂婆礑第一水力發電所為一座位於臺灣花蓮縣花蓮市的小型水力發電廠，廠區坐落在今慈濟科技大學一旁的臺灣自來水公司砂婆礑水源地，目前該發電廠已停機並廢棄。

## 沿革

### 日治時期
砂婆礑第一水力發電所最早在日治時期，由1917年成立的花蓮港電燈株式會社所籌設規劃。發電廠主體在1919年12月正式動工興建，廠內共裝設一部裝置容量200KW的橫軸法蘭西斯式水輪發電機組，整體工程於隔年8月完工開始發電。發電廠完工的同時，花蓮港電燈株式會社也被花蓮電氣會社收購，因此發電廠的產權也移交給該會社經營。當時這座水力發電廠稱為「花蓮港水力發電所」。
爾後，花蓮港電氣會社再於砂婆礑地區籌設第二座水力發電廠的工程，為區分兩座發電廠名稱，因此原已存在的發電廠稱為「花蓮港第一水力發電所」，新建的發電廠稱為「花蓮港第二水力發電所」。後續兩座發電廠又改為「砂婆礑第一水力發電所」以及「砂婆礑第二水力發電所」。
1940年，花蓮港電氣會社併購台灣合同電氣株式會社位於臺東的區域營業所以及新港（今成功火力發電廠）與里壟電燈（今關山水力發電廠），並改名東部電氣株式會社，砂婆礑第一水力發電所繼續商轉發電。1943年，東部電氣株式會社被1939年成立的東台灣電力興業株式會社收購，並改名為東台灣電力株式會社，砂卡礑第一水力發電所經營權二次易主。
日治末期，由於接連的颱風以及暴雨侵襲，導致臺灣東部地區多座水力發電廠，包括砂婆礑第一水力發電所在內的銅門、立霧、大南、清水第二以及砂婆礑第二等發電廠受到破壞。砂婆礑第一水力發電所發電用水進水的沉砂池與導水路被沖毀，然而太平洋戰爭的爆發，日本人無力修復，最終原本東部地區原總共有55,000KW的發電量在當時僅剩下清水第一發電所的7,000KW能夠正常發電。

### 省政府時期
1945年8月，第二次世界大戰結束。同年10月，國民政府接管臺灣，並成立臺灣電力監理委員會進行臺灣各地在日治時期所遺留之發電設備的修復與接收作業。後再成立台灣電力公司進行臺灣地區的發電與供變電業務。砂卡礑第一水力發電所由台電公司接手後修復並繼續發電。台電公司繼續營運後曾在廠內裝設過裝置容量400KW的柴油發電機組，並於1951年6月將該發電機組移到澎湖縣的澎湖發電廠中繼續發電。
後續砂婆礑第一水力發電所停止商轉發電，廠房原址目前已無遺蹟可見。

## 設施

### 發電機組
| 名稱   | 發電機型號                      | 水輪機型號                           | 機組數量 | 發電方式 | 有效落差（公尺） | 單一機組用水量（CMS） | 容量（MW） | 位置         | 興建年代  | 狀態   |
| ------ | ------------------------------- | ------------------------------------ | -------- | -------- | ---------------- | --------------------- | ---------- | ------------ | --------- | ------ |
| 一號機 | 日本日立製作所製轉速300HP發電機 | 日本日立製作所製橫軸法蘭西斯式水輪機 | 1        | 川流式   | 110.6            | 0.253CMS              | 0.2MW      | 花蓮縣花蓮市 | 1920年8月 | 已拆除 |

### 土木建設
- 取水口：長3公尺、下寬2.1公尺、上寬0.4公尺、高4.5公尺，混凝土鋼筋結構[2]。
- 沉砂池：長2.25公尺、寬82.25公尺[2]。
- 導水路：總長1,199.88公尺（隧道段17.7公尺、暗渠段172.35公尺、箱涵段232.7公尺、明渠段659.39公尺、虹吸管45.4公尺）[2]。
- 前池：長7.2公尺、寬0.9～2.38公尺[2]。
- 壓力鋼管：一條，北川製造所製，長183.63公尺、內徑0.43公尺、管厚6～8毫米[2]。
- 發電廠房：井上組興建，占地59.61平方公尺，木造結構蓋亞鉛板[2]。
- 尾水路：長52.73公尺、寬0.6公尺、深0.75公尺[2]。

## 資料來源
1. 1 2  林炳炎. . 北投埔林炳炎. 2007-11-13  [2016-04-02]. （原始内容存档于2019-10-16） （中文（臺灣））.
2. 1 2 3 4 5 6 7 8 9 10 11 12 13 14 15  林炳炎. . 臺北市: 自刊. 1997年: 46. ISBN 957-97197-7-2.
3. 1 2  朱瑞墉.  (PDF). 台灣綜合研究院.   [2016-04-11]. （原始内容存档 (PDF)于2016-04-28） （中文（臺灣））.
4. 1 2 3 4  鄭金龍. . 2015-10-29  [2016-04-02]. （原始内容存档于2019-11-30） （中文（臺灣））.
5. ↑  . 臺灣省五十一年來統計提要.   [2016-04-02]. （原始内容存档于2017-04-01） （中文（臺灣））.
6. 1 2 3  陳珈宏. . 國家發展委員會檔案管理局.   [2016-04-02]. （原始内容存档于2016-09-15） （中文（臺灣））.
7. ↑  . 臺灣省五十一年來統計提要. 1946年7月  [2016-04-02]. （原始内容存档于2017-04-01） （中文（臺灣））.
8. ↑  朱瑞墉.  (PDF). 源雜誌. 2009-07  [2016-04-02]. （原始内容存档 (PDF)于2016-04-14） （中文（臺灣））.